# 30191 Sivakumar
30191 Sivakumar è un asteroide della fascia principale. Scoperto nel 2000, presenta un'orbita caratterizzata da un semiasse maggiore pari a 2,3655800 UA e da un'eccentricità di 0,0745403, inclinata di 5,24845° rispetto all'eclittica.